# Jabril Cox
Jabril Cox (Kansas City, 16 aprile 1998) è un giocatore di football americano statunitense che milita nel ruolo di linebacker per i Washington Commanders della National Football League (NFL).

## Carriera

### Dallas Cowboys
Cox al college giocò a football alla North Dakota State University (2016-2019) e a LSU (2020). Fu scelto nel corso del quarto giro (115º assoluto) nel Draft NFL 2021 dai Dallas Cowboys. Debuttò come professionista subentrando nella gara del primo turno contro i Tampa Bay Buccaneers campioni in carica. La sua stagione da rookie si concluse con un tackle in 7 presenze, nessuna delle quali come titolare.

### Washington Commanders
Il 31 agosto 2023 Cox firmò con la squadra di allenamento dei Washington Commanders.